# José de Jesús Méndez
José de Jesús Méndez Vargas (auch bekannt als El Chango, Der Dicke und Dicker Papa) ist ein mutmaßlicher mexikanischer Anführer der La Familia Michoacana.
Nach dem vermeintlichen Tod von Nazario Moreno González kam es zu Machtkämpfen innerhalb der „La Familia“ bei denen sich José de Jesús Méndez durchsetzte.
Am 21. Juni 2011 nahm ihn die mexikanische Polizei an einer Straßensperre in Aguascalientes fest. Bei seiner Festnahme waren umgerechnet zwei Millionen Euro auf Hinweise, die zu seiner Festnahme führen, ausgesetzt.
Das Geständnis von José de Jesús Méndez wurde von der Polizei aufgezeichnet und im Fernsehen ausgestrahlt.